# Karen Forkel
Karen Forkel (Wolfen, 1970. szeptember 24. –) német gerelyhajító. Részt vett az 1992. évi és az 1996. évi nyári olimpiai játékokon, előbbin bronzérmet szerzett. A selejtezőben is a harmadik leghosszabbat hajította, a döntőben a szintén német Silke Renk és az Egyesült Csapat színeiben induló fehérorosz Natallja Sikalenka mögött bronzérmes lett.